# Carya illinoinensis

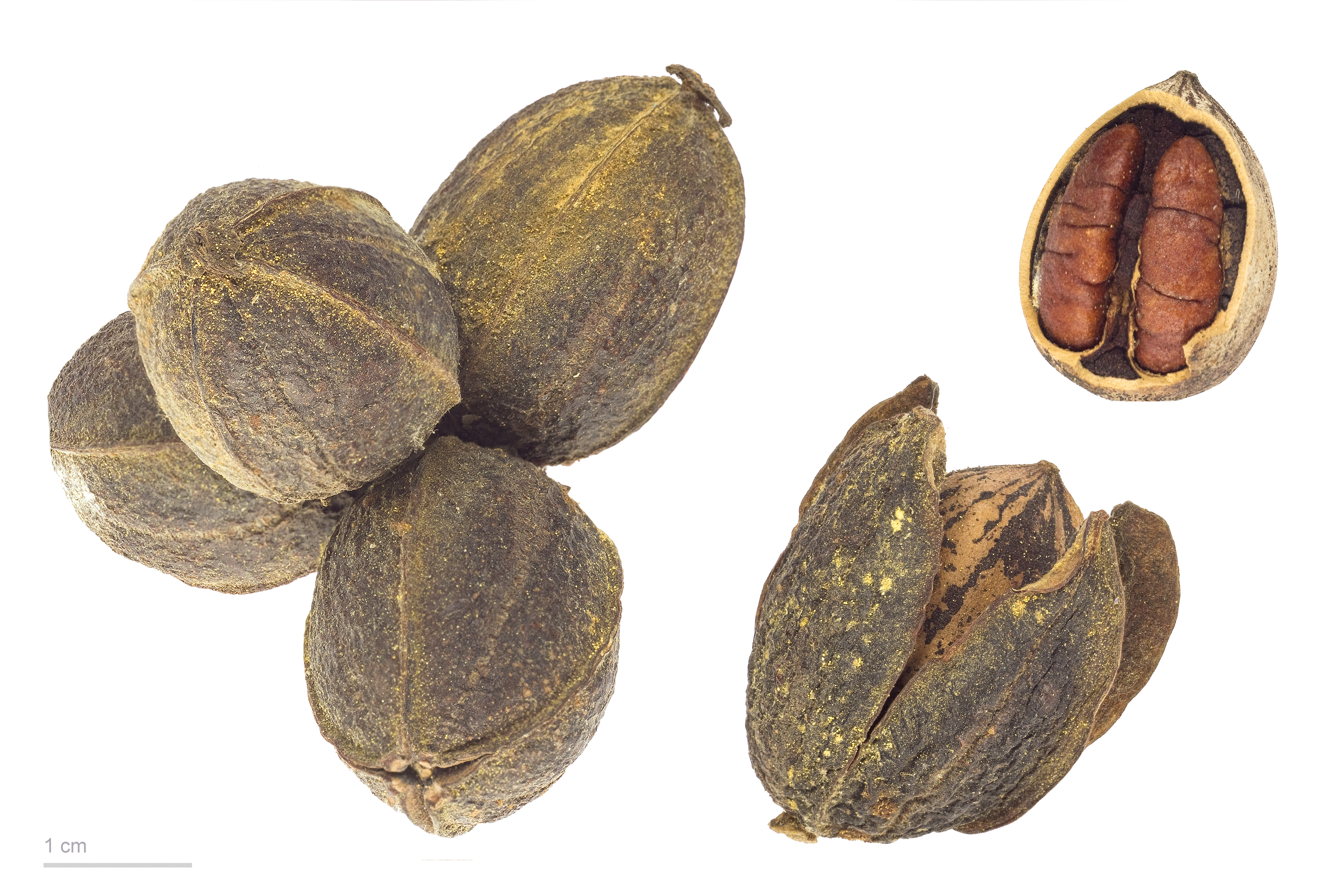
Carya illinoinensis - MHNT

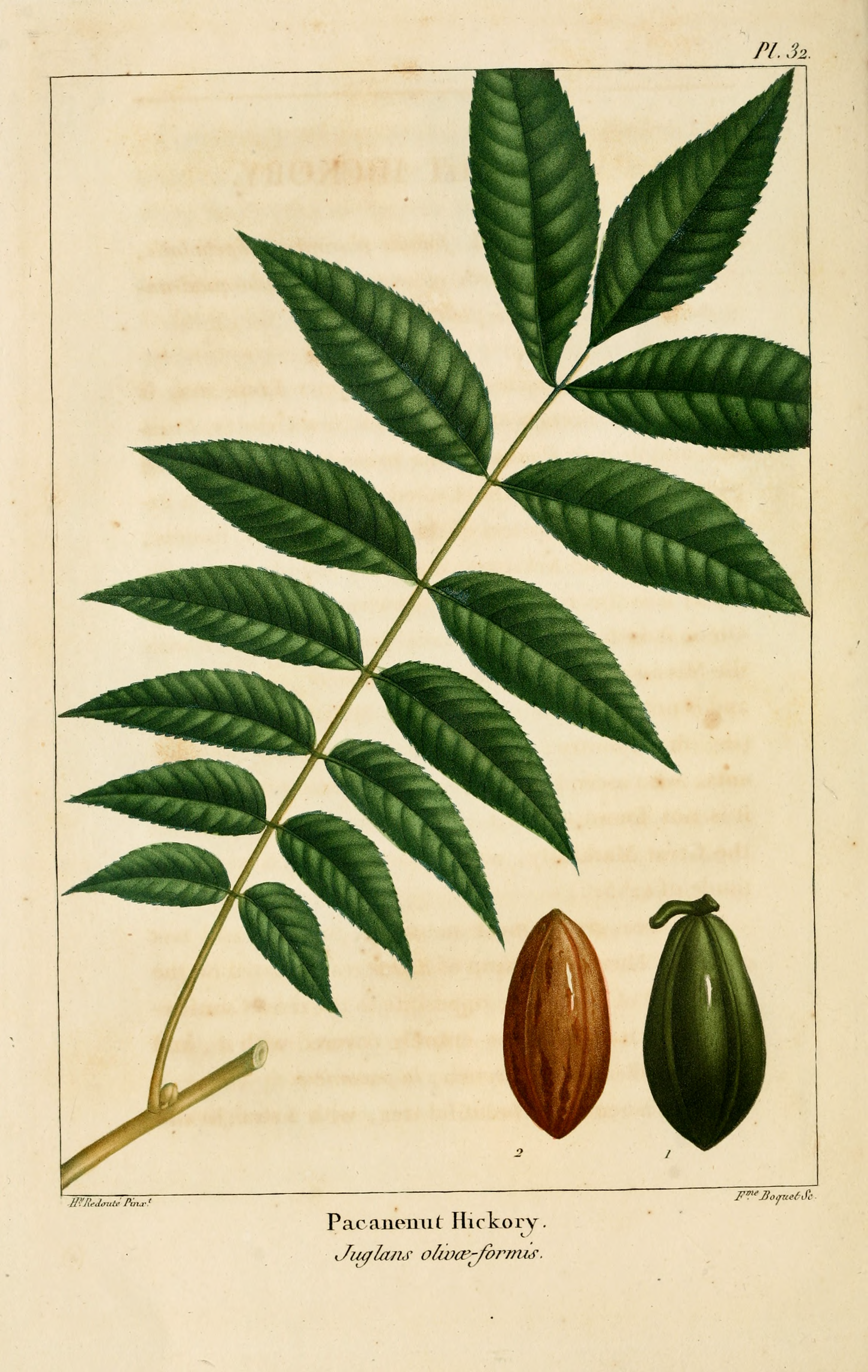
Página que ilustra a folhagem e a fruta do pecan no "The North American Sylva", plate 32

A nogueira-pecã, também chamada nogueira-pecana ou nogueira-americana, cujo nome científico é Carya illinoinensis é uma árvore nativa do Norte do México, que produz cerca de metade do total mundial, e Sul dos Estados Unidos na região do rio Mississippi (Geórgia, Novo México e Texas).

## Origem da espécie
No estado americano do Texas, fósseis de árvores da família Juglandaceae foram encontrados nas formações rochosas do período do Cretáceo inferior (compreende o período entre há 145 milhões e 100 milhões e 500 mil anos, aproximadamente) no condado de Lampasas, Texas (STUCKEY; KYLE, 1925). Acredita-se que o ramo da família Juglandaceae ao qual pertence a nogueira-pecã (Carinae) evoluiu de ancestrais primitivos, há cerca de 70 milhões de anos e os primeiros indivíduos foram distribuídas pela América do Norte e Eurásia (MANCHESTER, 1987). Este mesmo autor afirma que os espécimes que remontam a 34 milhões de anos foram encontrados na Alemanha e China. Wells (2017) relata que houve uma era de glaciação há dois milhões de anos na Europa, extinguindo todos os indivíduos desta família nestes dois países, mas permaneceram na América do Norte.

## Características botânicas
A Carya illinoinensis é uma planta arbórea (espécime de grande porte, podendo atingir mais de 40m de altura), perene (do Latim per, “por”, annus, “anos” é a designação botânica conferida a plantas que vivem por mais de dois anos/dois ciclos), caducifólia (sin. decídua, planta que perde suas folhas no período de repouso vegetativo) e monóica (sin. monoécia, planta que apresenta flores estaminadas e pistiladas no mesmo indivíduo). Esta planta frutífera possui fase vegetativa, reprodutiva e senescência (cada uma dotada de distintos estágios), passando por um período de dormência vegetativa, período este em que o crescimento meristemático é praticamente nulo.
O sistema radicular da nogueira-pecã é vigoroso, formado pela raiz principal, que cresce de forma descendente no solo e determina a profundidade da penetração radicular, podendo aprofundar-se até 10m. Enquanto muda, o tronco da nogueira-pecã tem coloração marrom, conforme há crescimento, este torna-se acinzentado, com textura lisa, exibindo inúmeras bifurcações quando deixado crescer naturalmente. Quando a planta estiver adulta o tronco adquire coloração marrom e textura áspera, com desprendimento de pequenas escamas ou placas. Normalmente os ramos são longos e apresentam forte dominância apical.
A inflorescência estaminada é uma espiga indefinida (sin. rácemo, racemo, racimo ou cacho) comumente chamada de amento ou amentilho. A inflorescência pistilada é em forma de espiga, crescendo no ápice dos ramos herbáceos. A noz é classificada botânicamente como uma drupa seca, de acordo com a cultivar possui formato variável (cilíndrico, mais alongado até oval), o ápice da noz é pontiagudo, com tamanho variando de 2,0 cm a 7,0 cm de comprimento e 1,5 cm a 3,0 cm de diâmetro.

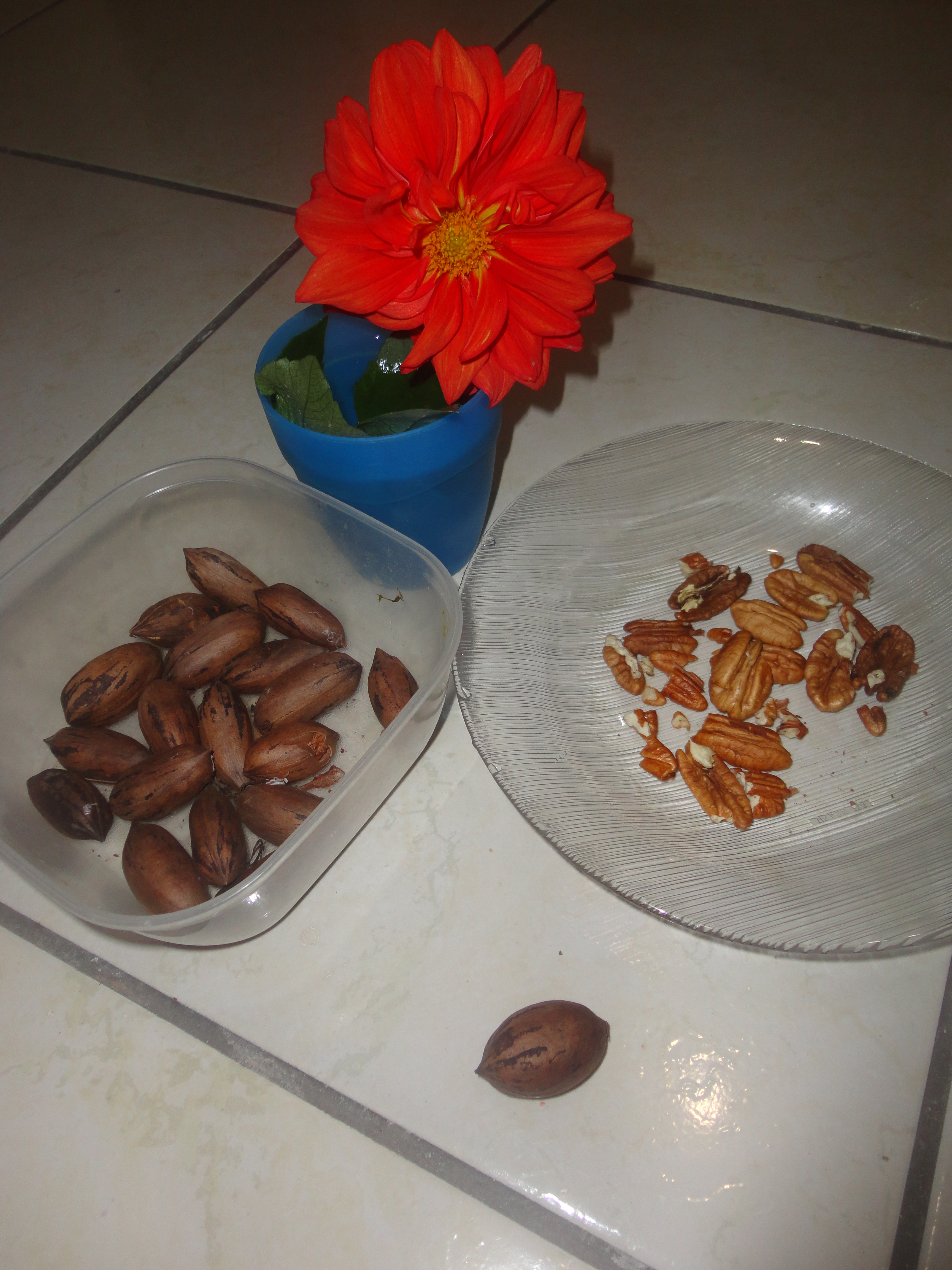
Noz de pecan

## Polinização
Na nogueira-pecã a polinização é anemófila (WOOD, 2000), podendo o vento transportar o pólen da pecã até 900 metros. Cabe ressaltar que em cultivos comerciais onde as árvores são plantadas em blocos, quando a distância da cultivar polinizadora é superior a três fileiras da cultivar principal (50 m) há significativas perdas na produtividade, ocasionado pela deficiência na polinização (WOOD, 1996).

## Dicogamia
A nogueira-pecã é uma planta monóica, possui as flores masculinas e femininas na mesma planta, porém, estas amadurecem em períodos diferentes. Essa diferença no período de maturação das flores é chamado de dicogamia. Especificamente na pecã, existe dicogamia do tipo protândrica (onde as inflorescências masculinas amadurecem primeiro) e dicogamia do tipo protogínica (onde as inflorescências femininas amadurecem primeiro).
É a presença de dicogamia na nogueira-pecã que faz com que em pomares comerciais tenhamos mais de uma cultivar, a fim de proporcionar uma melhor polinização.

## Cultivares
No Brasil, a pecã foi introduzida por volta de 1866, por imigrantes norte-americanos que vieram para o Brasil após a Guerra Civil Americana (1861-1865).
No Brasil há 41 cultivares registradas no RNC, destas, cerca de 15 são cultivadas comercialmente no país.Atualmente as cultivares mais plantadas no Brasil são: Barton, Shawnee, Melhorada, Imperial, Importada, Desirable, Jackson, Choctaw, Success, Mahan.  

## Propagação
A propagação da nogueira-pecã normalmente é realizada por enxertia de borbulhia no verão ou por garfagem no inverno, sobre porta enxertos oriundos de sementes. 

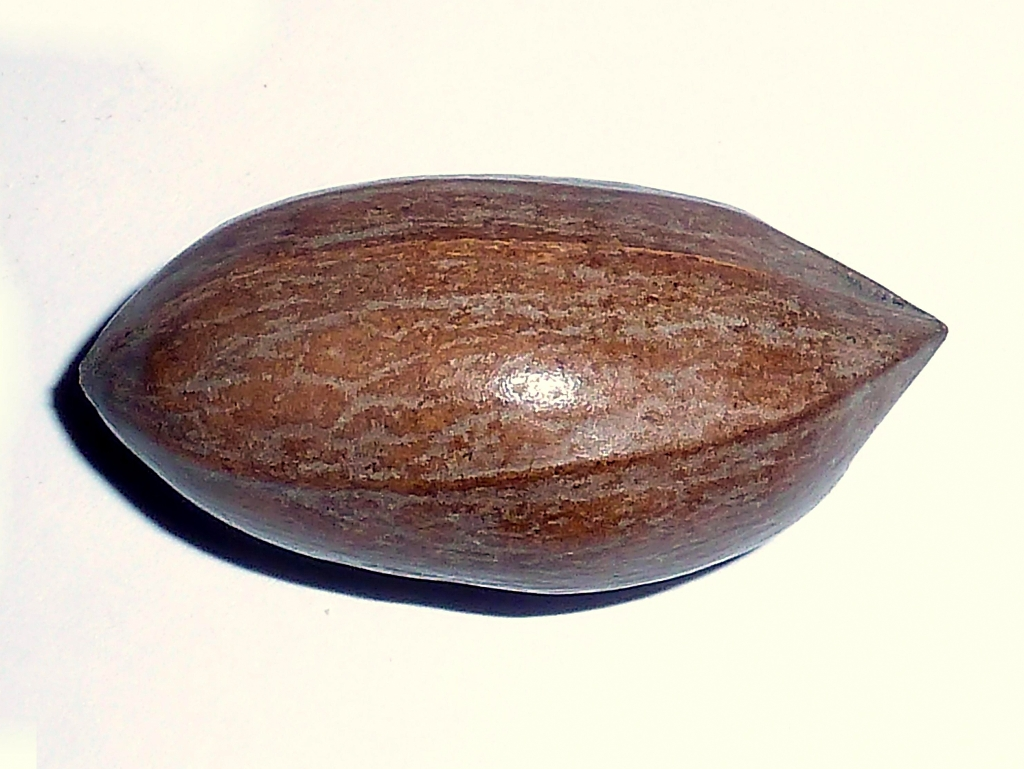
Noz inteira da pecan

## Espaçamento
O espaçamento utilizado entre árvores depende da fertilidade do solo, porta-enxerto, tipo de projeto, intensidade de mecanização, etc. Atualmente há vários espaçamentos utilizados em pomares brasileiros, variando de 6 m x 6 m, 7 m x 7 m, 6 m x 9 m, 10 m x 10 m, 12 m x 6 m, 12 m x 9 m, 12 m x 12 m, 15 m x 15 m.

## Usos da noz-pecã
As amêndoas normalmente são consumidas na forma “in natura”, em bolos, tortas, entre outros.
| Informação nutricional de Carya illinoinensis Porção de: 100g | Informação nutricional de Carya illinoinensis Porção de: 100g | Informação nutricional de Carya illinoinensis Porção de: 100g |
| Quantidade por porção                                         | VD%                                                           |                                                               |
| Valor energético                                              | 2891 kJ                                                       | **                                                            |
| Proteínas                                                     | 9 g                                                           | **                                                            |
| Carboidratos                                                  | 14g                                                           | **                                                            |
| Gorduras Saturadas                                            | 6 g                                                           | **                                                            |
| ------------------------------------------------------------- | ------------------------------------------------------------- | ------------------------------------------------------------- |

## Galeria de fotos

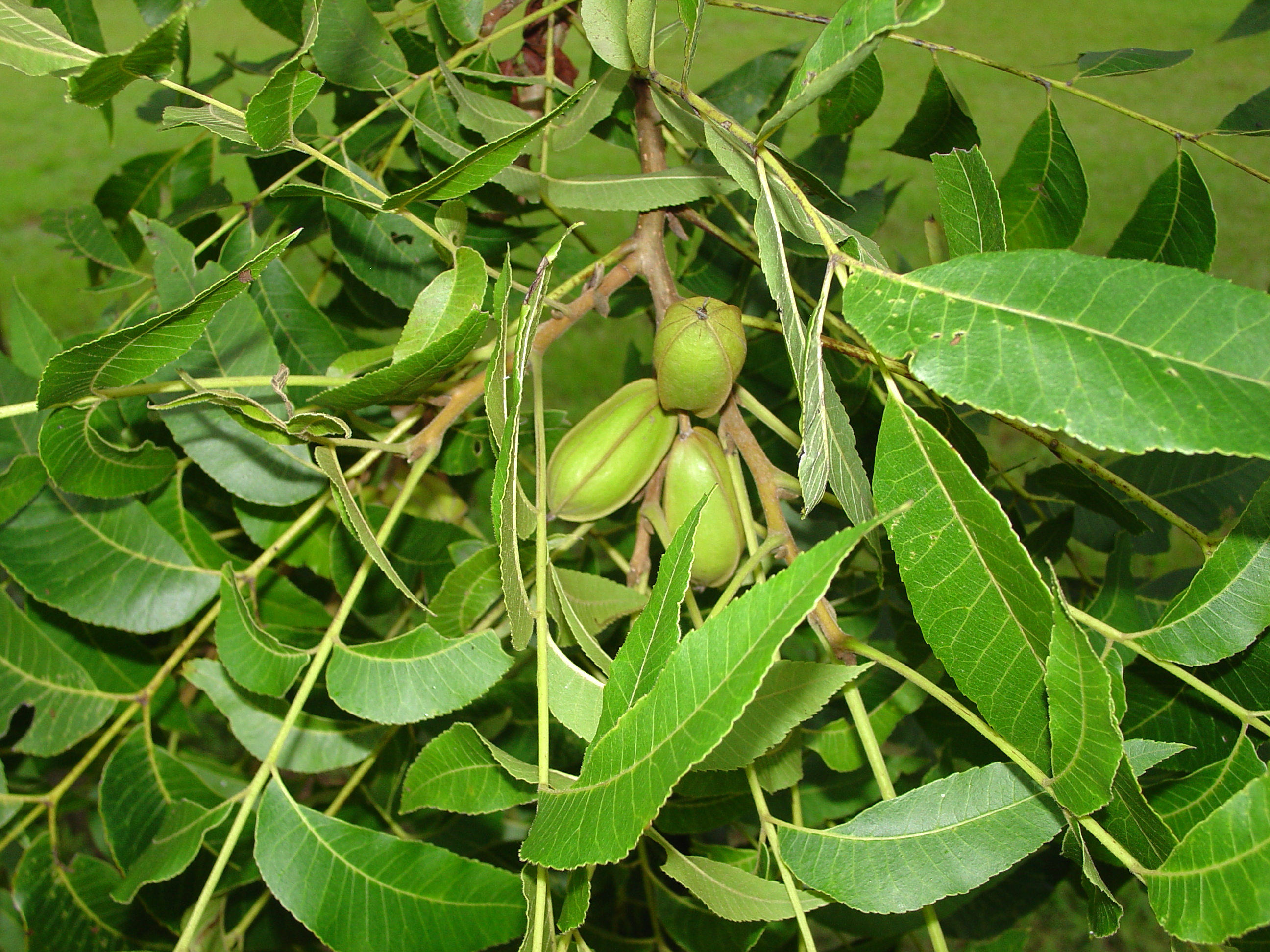
Frutos verdes da pecan
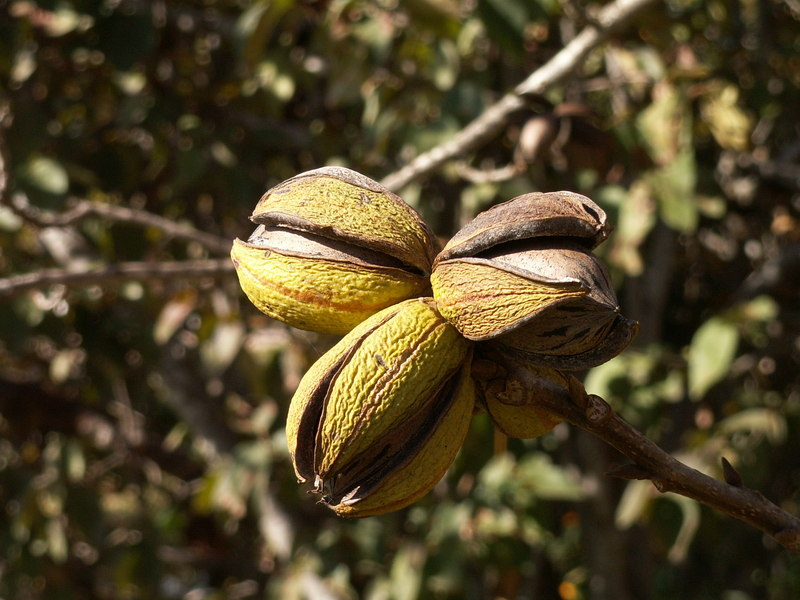
Frutos maduros da pecan numa árvore
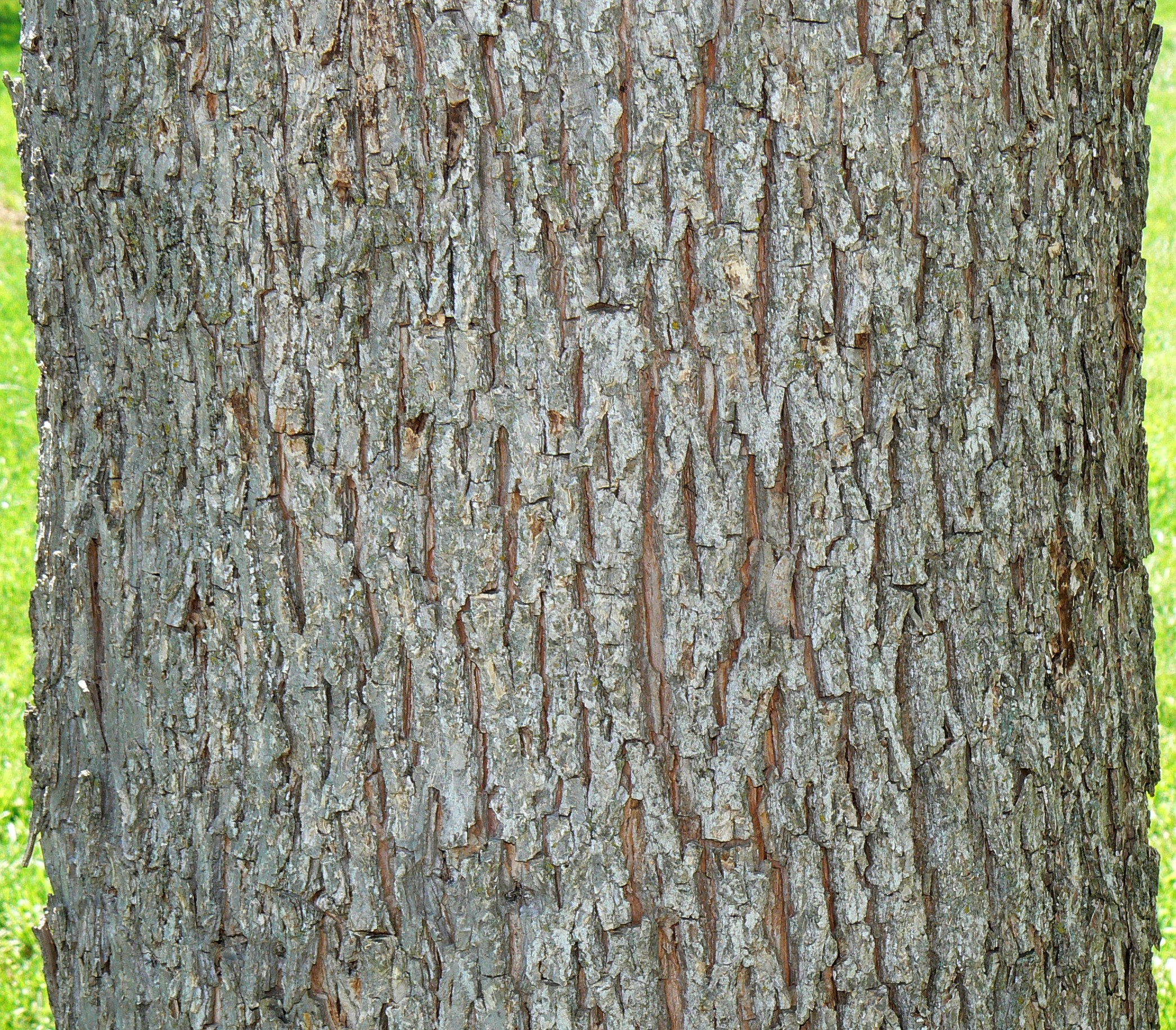
Ritidoma da nogueira-pecan
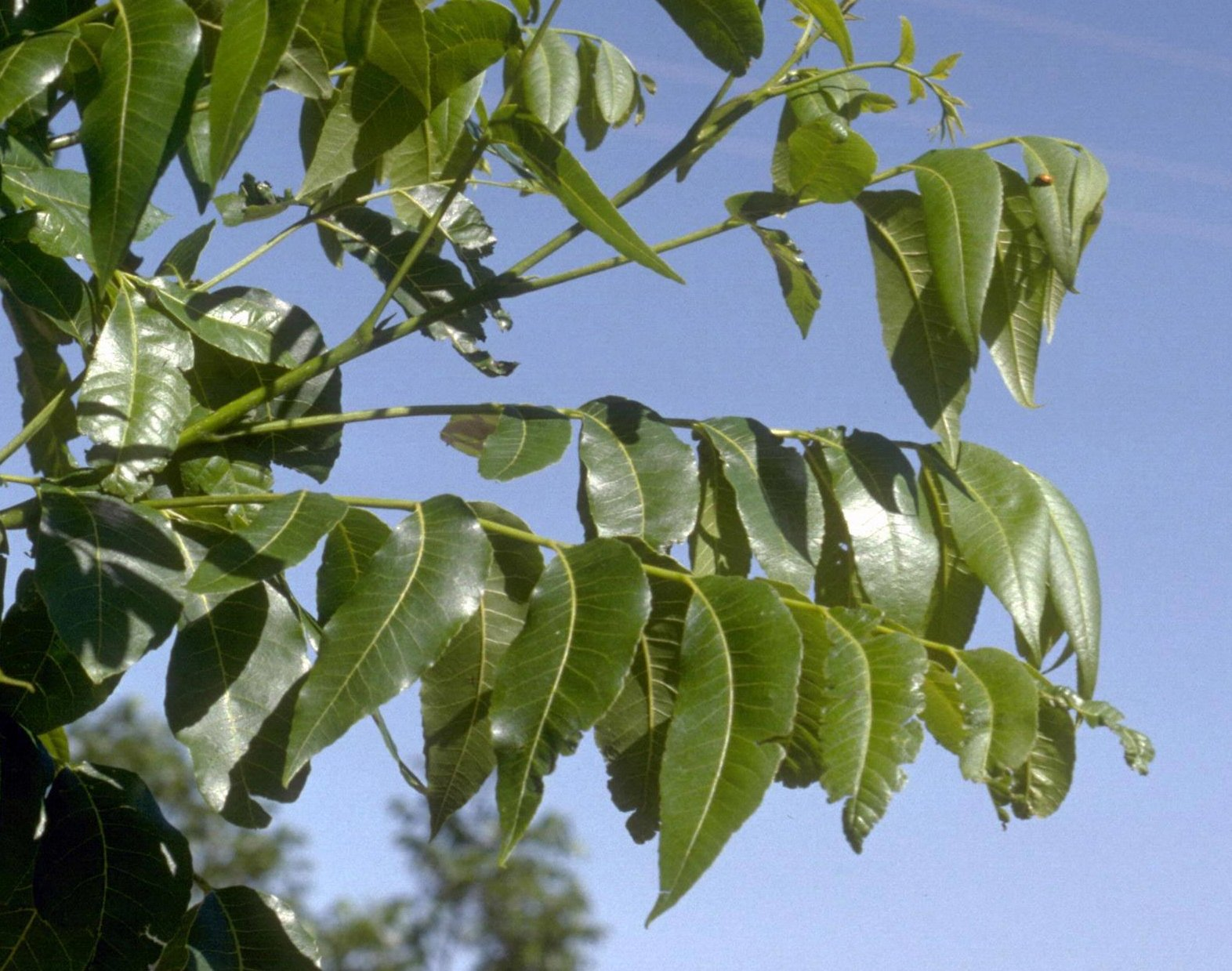
Folhagem da nogueira-pecan
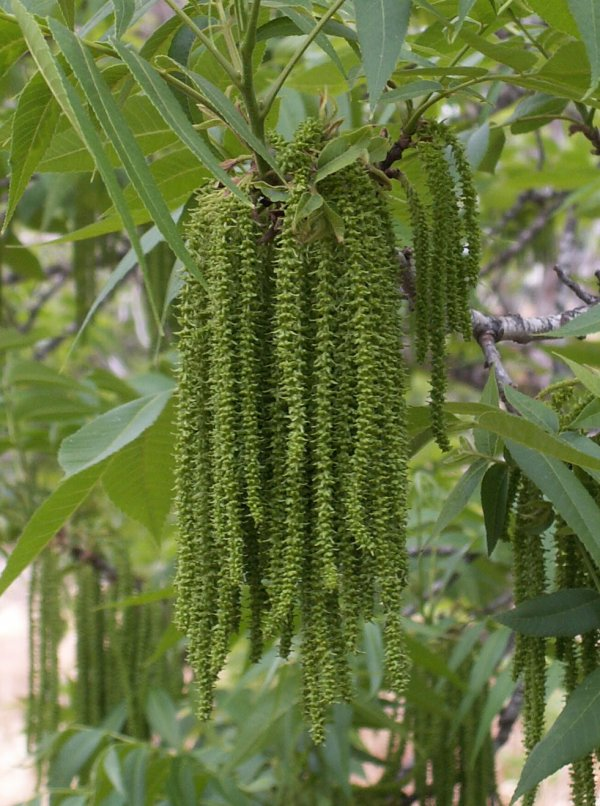
Flores da Pecan em uma árvore
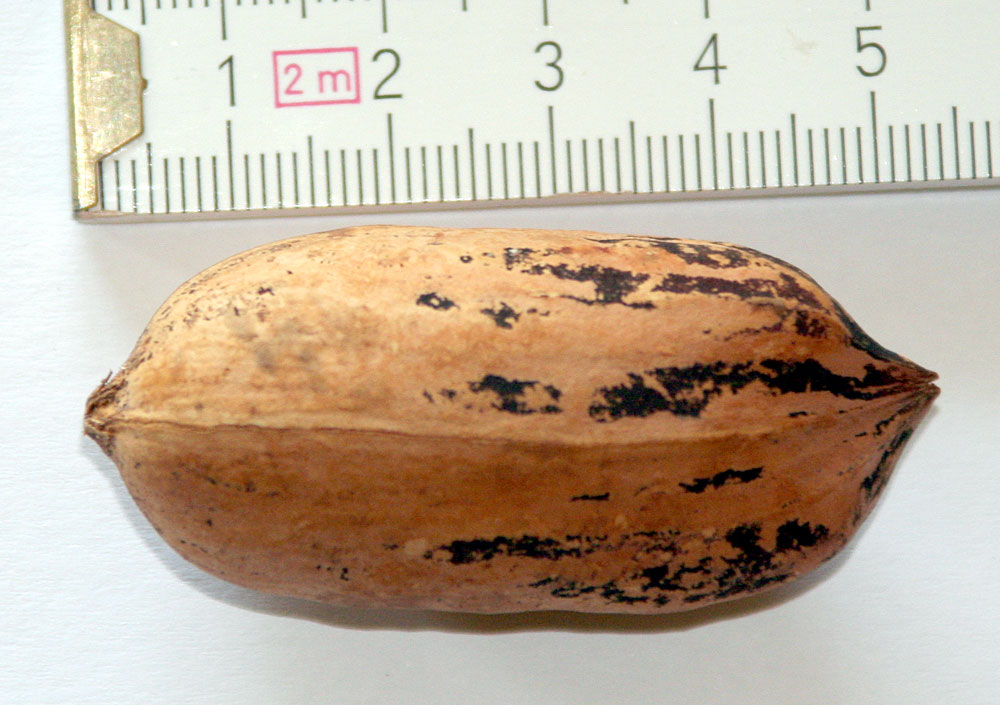
Noz inteira da pecan com a casca (endocarpo)
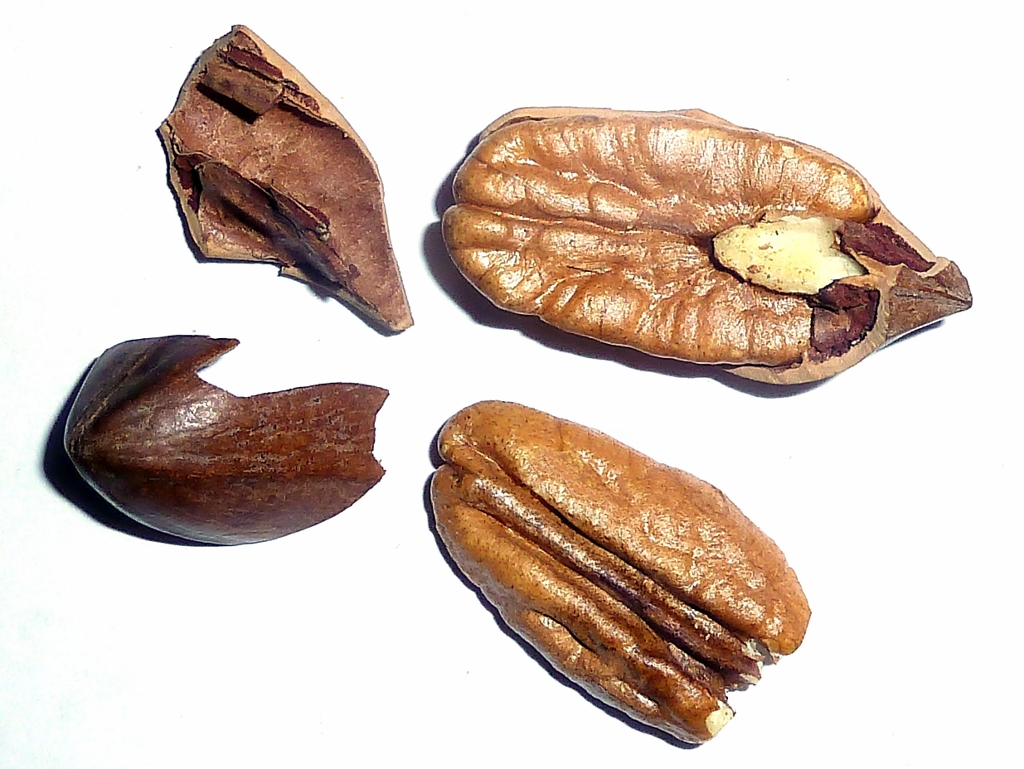
Noz aberta da pecan, revelando o endocarpo e semente
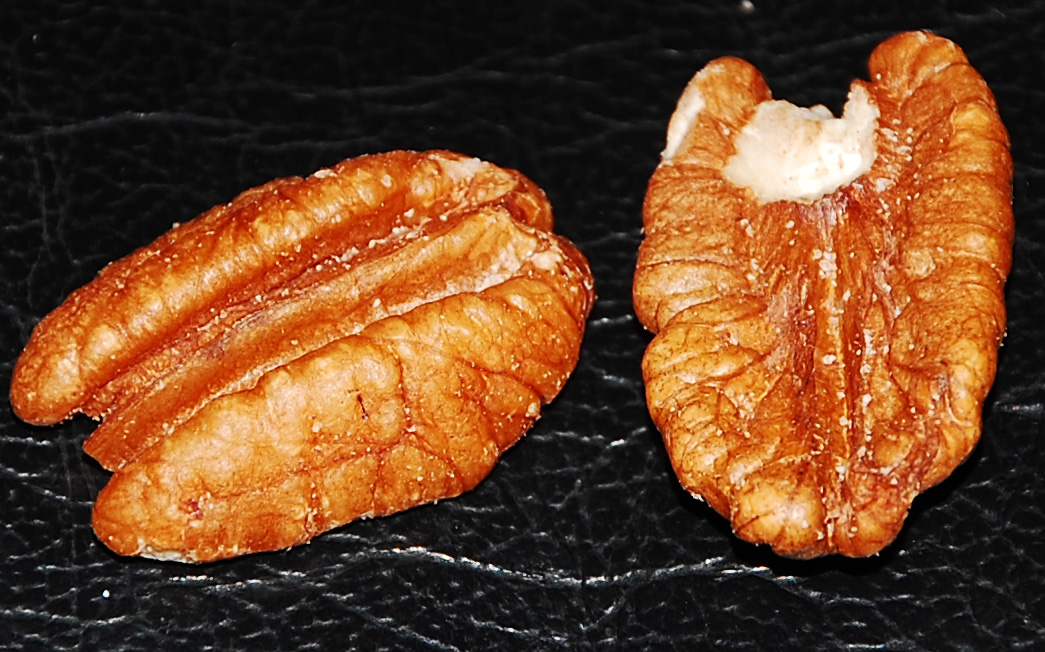
Noz exposta da pecan
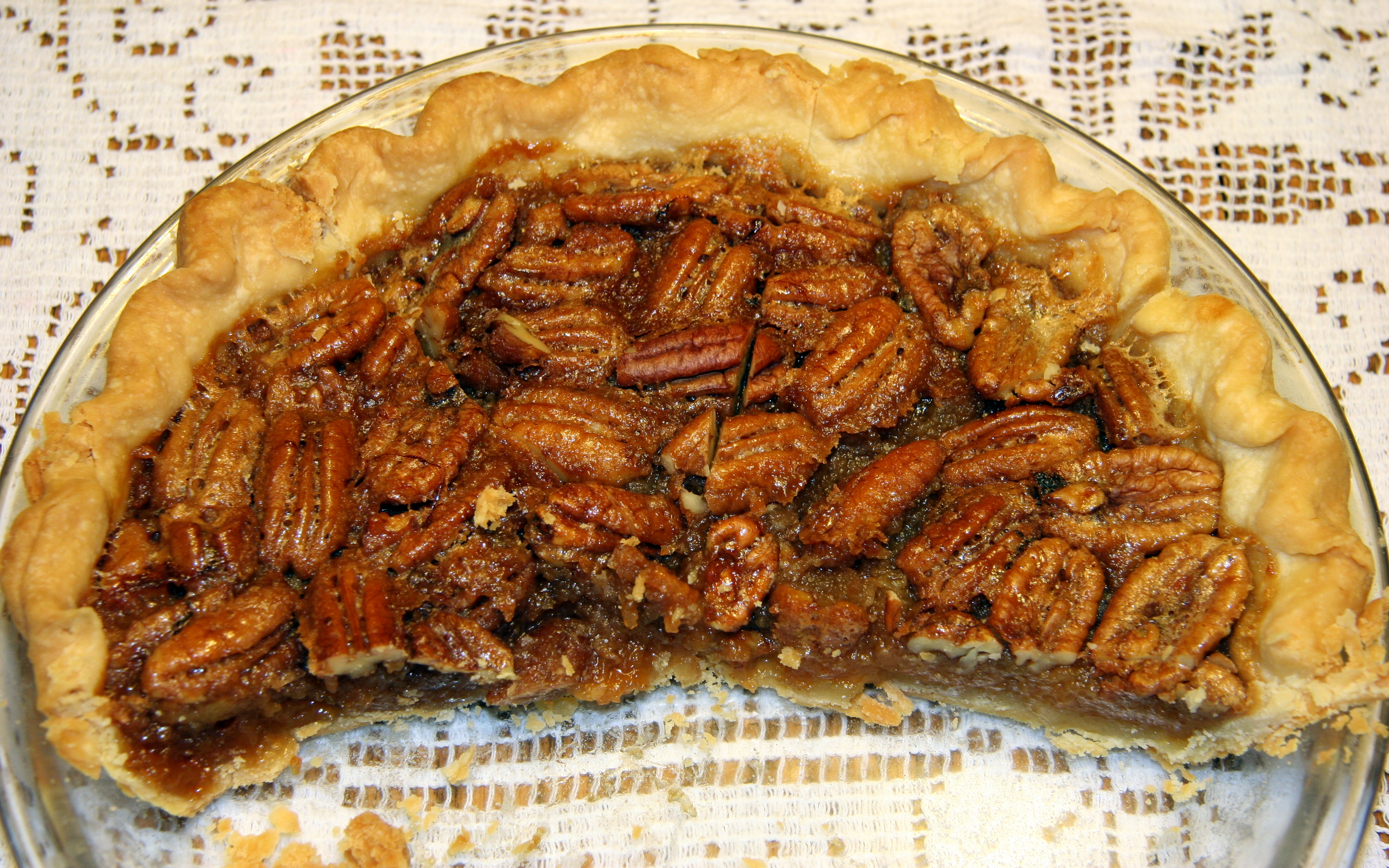
Torta de pecan